# Jakub Strýc
Jakub Strýc (* 14. listopadu 1995 Plzeň) je český profesionální házenkář, který hraje na pozici pivota. Od roku 2024 působí v německém klubu EHV Aue, který hraje ve 3. německé bundeslize.

## Klubová kariéra
Strýc začal svou kariéru v českém klubu Talent M.A.T. Plzeň, kde působil v letech 1998–2013 v mládežnických kategoriích a poté do června 2016 v A-týmu. Následně pokračoval v kariéře v Německu, kde postupně působil v těchto klubech:
- 07/2016 – 06/2017: Eintracht Hildesheim, v sezóně postupu klubu do 2. německé bundesligy[4]
- 08/2017 – 06/2018: Dessau-Roßlauer HV 06 (2. německá bundesliga)[5]
- 07/2018 – 06/2023: HC Oppenweiler/Backnang (3. německá bundesliga)
- 01/2024 – 06/2024: HSG Nordhorn-Lingen (2. německá bundesliga)[6][7]
- 2024 – současnost: EHV Aue

## Reprezentační kariéra
Strýc reprezentoval Českou republiku v mládežnických kategoriích U18, U19, U20 a U21. V národním dresu odehrál celkem 32 utkání a vstřelil 112 gólů.